# カロリーナ・グティエレス・ガイテ
カロリーナ・マルセラ・グティエレス・ガイテ（Carolina Marcela Gutiérrez Gaite、1977年3月20日 - ）は、アルゼンチンの女子プロボクサー。元WBA女子世界スーパーフライ級暫定王者。

## 来歴
2004年8月13日デビュー。
2005年10月21日、初代アルゼンチン女子バンタム級王座獲得。
2006年4月21日、UBC女子バンタム級王座獲得。
2008年10月17日、ロシレッテ・ドス・サントスとWBA女子世界スーパーフライ級暫定王座を争い、3-0判定で暫定王座獲得。
2009年7月4日、ドイツにてスージー・ケンティキアンが持つWBA女子・WIBF世界フライ級王座に挑むが、三者90-100のフルマークで完敗。
2010年10月15日、ソルダッド・マセドに判定勝利して暫定王座初防衛。
2011年2月5日、パウリナ・カルドナに判定勝利して2度目の防衛。
2012年1月28日、マリア・アンドレア・ミランダに判定勝利して3度目の防衛。
2012年4月27日、正規王者天海ツナミと王座統一戦を行うことが内定。しかし、4月に入り負傷、そのため延期となるも、復帰の目途が立たず休養王者にされた。このため統一戦は消滅（天海は代わりに山口直子と5度目の防衛戦を行った）。最終的に暫定王座は剥奪された。
復帰戦は2012年9月1日、アナヒ・ヨランダ・サレスと対戦したが、引き分け。

## 戦績
- プロボクシング：24戦 21勝 13KO 1分 2敗

## 獲得タイトル
- 初代アルゼンチン女子バンタム級王座
- UBC女子バンタム級王座
- WBA女子世界スーパーフライ級暫定王座